# 青根村
青根村（あおねむら）は、かつて神奈川県津久井郡にあった村である。現在は相模原市緑区大字青根である。

## 地理
- 山：焼山、黍殻山、袖平山、蛭ヶ岳、白ヶ岳、檜洞丸、熊笹峰、大室山、鐘撞山
- 川：道志川

## 歴史
- 1889年（明治22年）4月1日　町村制の施行により青根村が単独村制。
- 1955年（昭和30年）4月1日　中野町、串川村、鳥屋村、青野原村および三沢村の一部（大字三井）と合併して津久井町が発足。同日青根村廃止。

青根村廃止後
- 2006年（平成18年）3月20日　津久井町が相模原市に編入。
- 2010年（平成22年）4月1日　相模原市が政令指定都市へ移行。当地域は緑区に属する。

## 関連文献
- 「毛利庄 青根村 青根村の図」『大日本地誌大系』 第40巻新編相模国風土記稿5巻之120村里部津久井縣巻之5、雄山閣、1932年8月。NDLJP:1179240/194。